# Тупољев АНТ-8
Тупољев АНТ-8/МДР-2, (рус. Туполев АНТ-8 / МДР-2), је двомоторни хидроавион на клипно елисни погон металне конструкције руског произвођача ОКБ 156 Тупољев (Опитни конструкциони биро - Тупољев) намењен извиђању морских пространстава.

## Пројектовање и развој
Совјетски Савез је из Првог светског и Грађанског рата изашао са знатно редукованом поморском флотом. Пошто економска ситуација у земљи није дозвољавала да се изврши бржа обнова флоте, прибегавало се томе да се на сваки начин побољша заштита приобаља уз минимална улагања. Због тога је акцент стављен на развој подморница, торпедних чамаца и поморске авиације. У оквиру тог програма 1923. године усвојен је програм за развој вишенаменског поморског авиона, а већ 1925. је овај програм проширен на неколико типова авиона. Један од предвиђених типова је био поморски извиђачки авион дугог долета.
Предвиђено је било да авион буде реализован у облику летећег чамца, да му је дужина (аутономија) лета 6 сати, брзина крстарења 150 km/h, а плафон лета 4.500 m.
Пројект овог авиона су радила два тима: 
- 1. под руководством Д. П. Григорова у оквиру поморског ваздухопловства, авион је замишљен као хидроавион мешовите конструкције и рађен је под радним називом МДР-1, а
- 2. је рађен у институту ЦАГИ под риководством А. Н. Тупољева као хидроавион потпуно металне конструкције под ознаком МДР-2, односно АНТ-8 интерна Тупољев ознака.[1]

Предности металне конструкције авиона већ у то време су биле очигледне али стручњаке и ОКБ 156 Тупољев је мучио проблем како ће се нова легура алуминијума кољчугалуминијум понашати у агресивној морској води, пошто је новодобијена легура била осетљива на корозију.
Рад на авиону АНТ-8 у ОКБ 156 Тупољев (Опитни Конструкциони Биро - „Тупољев") је почео априла 1930. године, а водећи пројектант је био Иван Подгорски. Развијен је на бази искуства у развоју претходних авиона АНТ-7 то јест АНТ-4 и АНТ-9, а био је први хидроавион развијен у ОКБ 156 Тупољев, искуства стечена на овом пројекту су касније коришћена за пројектованје нових хидроавиона. Прототип је полетео 30. јануара 1931. године. Пробни пилот је био С. Рибалчук.

### Технички опис
Хидроавион Тупољев АНТ-8/МДР-2 је висококрилни конзолни једнокрилац металне конструкције, са два клипно елисним дванаестоцилиндричним мотором BMW VI, који су постављени на носачима изнад крила авиона. Мотор има двокраку дрвену потисну елису са фиксним кораком. Авион има фиксни (неувлачећи) стајни трап са два точка постављених испод крила а између трупа авиона и помоћних пловака. Точкови су металном конструкцијом везани за крило и труп авиона. Конструкција трапа је била везана за конструкцију трупа авиона. Трећа ослона тачка авиона при слетању на тло су два точка која су лоцирана негде око половине раздаљине између крила и репа авиона. Ово је омогућавало авиону АНТ-8 да буде амфибија могао је да слети и на копно и на водену површину. Труп авиона је правоугаоног попречног пресека и има изглед брода са прамцем и кобилицом. Носећа структура авиона је израђена од цеви и профила направљених од кољчугалуминијума. Кокпит пилота се налазио у затвореној пилотској кабини.

## Оперативно коришћење
До оперативног коришћења авиона АНТ-8 није дошло, он је остао на нивоу прототипа. Захваљујући раду на овом авиону стручњаци из ОКБ 156 Тупољев су елаборирали многе проблеме везане за градњу хидроавиона, што се касније одразило на нове авионе настале у овом бироу. У току тестирања авиона АНТ-8 у више наврата му је мењан облик трупа у циљу побољшања.

## Земље које су користиле овај авион
- СССР